# Anansi
Anansi är en spindel i västafrikansk mytologi.
Anansi uppträder i många folksagor som en så kallad "trickster", det vill säga en gäckande figur som gärna spelar människor ett spratt. I nordisk mytologi motsvaras han till del av asaguden Loke. Anansi förekommer också i böckerna Amerikanska gudar (på originalspråk American Gods) samt "Anansi boys" (ej utgiven på svenska) av Neil Gaiman.